# Верхний Фиагдон
Ве́рхний Фиагдо́н (осет. Уӕллаг Фыййагдон) — посёлок (с 1963 по 2005 г. — рабочий посёлок) в Куртатинском ущелье Алагирского района Республики Северная Осетия-Алания. Административный центр Фиагдонского сельского поселения.

## Географическое положение
Посёлок расположен в верховьях Куртатинского ущелья, на правом берегу реки Фиагдон. Находится в 45 км к юго-востоку от районного центра Алагир и в 48 км к юго-западу от Владикавказа.

## История
Верхний Фиагдон — один из населённых пунктов живописного Куртатинского ущелья. Это относительно молодое поселения, известное с начала XX века. Здесь ведётся добыча свинцовой и цинковой руд, имеется обогатительная фабрика. Благодаря горнодобывающим предприятиям Верхний Фиагдон до 2005 года являлся посёлком городского типа.
Рядом с Верхним Фиагдоном, на склоне горы Кариу-хох, находится заброшенное село Цимити. Оно известно с XIV столетия и в своё время было центром Цимитинского общества — фактически независимого союза родов со своим укладом. Местное население, в основном, занималось разведением скота, а на месте Верхнего Фиагдона (тогда эта местность именовалась Ахсаби) располагались пахотные земли. Развивались промыслы и ремёсла. Особенно славилось Цимити кузнецами и оружейниками. До середины 19 века население было частично мусульманским. Нынешний посёлок строил 5 этажные многоквартирные дома, и планировку улиц в 1950, 1970 годы, активная застройке частных домов, коттеджей для отдыха с 2000-х годов. Весной 2023 года в Москве появились рекламные щиты отдыха в посёлке Верхний Фиагдон.

## Население
| 1970 | 1979  | 1989  | 2002  | 2010  | 2021  |
| ---- | ----- | ----- | ----- | ----- | ----- |
| 2558 | ↘2078 | ↘2049 | ↘1083 | ↗1124 | ↘1109 |

## Достопримечательности
- Башня Тага и Курта,
- Башня Цаликовых,
- Башня Лазаровых,
- Центр посёлка,
- Памятник воинам освободителям,
- Аланский Свято-Успенский мужской монастырь в с. Хидикус (В.Фиагдон).
- Церковь с колокольней 15 век с. Дзивгис,
- Дзивгисская наскальная крепость,
- Часовня на возвышенности IX века в с. Майрамыкау (период раннего средневековья),
- Памятник Коста Хетагурову в центре посёлка,
- Самый первый памятник Ленину 1924 года,
- Памятник Сталину,
- Арт-объект «Зеркальный барс»,
- Качели над пропастью
- Смотровая площадка «Лавочка»,
- Тропа чудес.

## Религия
- Аланский Успенский монастырь основан в 2000 году.
- Часовня на возвышенности IX века в с. Майрӕмыхъау (период раннего средневековья),
- Дзивгисский Георгиевский храм.

## Улицы
В посёлке всего две улицы:
- Юрия Дзтиева
- Дзауга Бугулова

## Галерея
- МонастырьМонастырь
- Памятник доблестным сынам Куртатинского ущелья, погибшим в годы Великой Отечественной войны
- Памятник В. Ленину
- Памятник И. Сталину
- Руины боевых башен в посёлке